# Береза, Олег Владимирович
Олег Владимирович Береза (укр. Олег Володимирович Береза; род. 1 марта 1977, Южно-Сахалинск) — государственный и военный деятель России и подконтрольной России Донецкой Народной Республики, первый министр внутренних дел ДНР (2014—2015).

## Биография
Родился в Южно-Сахалинске, РСФСР, СССР.
Работал в непризнанной Приднестровской Молдавской Республике под руководством министра безопасности ПМР Владимира Антюфеева. Покинул ПМР после снятия Антюфеева с должности в январе 2012 года.
С 5 июля по 17 июля 2014 года — советник по безопасности председателя Совета министров ДНР. С 17 июля 2014 года по 1 марта 2015 года — министром внутренних дел ДНР. Был уволен из органов внутренних дел ДНР по собственному желанию, его сменил Алексей Дикий.

## Награды
- Герой ДНР (16 июля 2015)
- Орден ДНР «За оборону Донецка».

## Санкции
Находится под персональными санкциями США и стран Евросоюза.